# Windber
Windber és una població dels Estats Units a l'estat de Pennsilvània. Segons el cens del 2000 tenia 4.395 habitants.

## Demografia
Segons el cens del 2000, Windber tenia 4.395 habitants, 2.019 habitatges, i 1.185 famílies. La densitat de població era de 819,8 habitants per km².
Dels 2.019 habitatges en un 25,1% hi vivien nens de menys de 18 anys, en un 43,3% hi vivien parelles casades, en un 10,8% dones solteres, i en un 41,3% no eren unitats familiars. En el 38,7% dels habitatges hi vivien persones soles el 22,6% de les quals corresponia a persones de 65 anys o més que vivien soles. El nombre mitjà de persones vivint en cada habitatge era de 2,16 i el nombre mitjà de persones que vivien en cada família era de 2,89.
Per edats la població es repartia de la següent manera: un 21,3% tenia menys de 18 anys, un 6,7% entre 18 i 24, un 25,3% entre 25 i 44, un 22,1% de 45 a 60 i un 24,6% 65 anys o més.
L'edat mediana era de 43 anys. Per cada 100 dones de 18 o més anys hi havia 81,9 homes.
La renda mediana per habitatge era de 23.261$ i la renda mediana per família de 31.860$. Els homes tenien una renda mediana de 24.861$ mentre que les dones 18.886$. La renda per capita de la població era de 15.078$. Entorn de l'11,9% de les famílies i l'11,1% de la població estaven per davall del llindar de pobresa.

## Poblacions més properes
El següent diagrama mostra les poblacions més properes.